# Neil Smit
Neil Smit (* 1960) ist ein US-amerikanischer Geschäftsmann, stellvertretender Vorsitzender und ehemaliger CEO von Comcast Cable, einem amerikanischen Unternehmen, das Kabel-, Unterhaltungs- und Kommunikationsprodukte und -dienstleistungen anbietet. Er hat einen Sitz im Board of Directors von Quant Network.
Neil Smit gehörte zu den höchstbezahlten US-amerikanischen Managern. Sein Jahreseinkommen im Jahr 2015 betrug 26 Millionen Dollar.

## Leben
Smit erwarb einen Bachelor of Science in Ozeanographie & Geologie an der Duke University und dann einen Master of Science an der Fletcher School of Law and Diplomacy in International Business der Tufts University. Smit diente in der Marine der Vereinigten Staaten, wo er fünf Jahre lang als Mitglied des SEALs-Teams diente und ehrenvoll aus der Marine der Vereinigten Staaten im Rang eines kommandierenden Offiziers als Lieutenant Commander entlassen wurde. Smit ist verheiratet und er und seine Frau haben zwei Söhne.